# James Cronin
James Watson Cronin (Chicago, Illinois, 29 de septiembre de 1931-Saint Paul, Minnesota, 25 de agosto de 2016) fue un físico nuclear estadounidense, premio nobel de Física en 1980.

## Biografía
Nació en Chicago, Illinois. Estudió física en la Universidad Metodista de Dallas, y posteriormente se dedicó a la docencia en la Universidad de Chicago. Hasta su muerte, Jim Cronin fue profesor emérito de la Universidad de Chicago y portavoz del proyecto Auger. El profesor Cronin era miembro del Board of Sponsors del Bulletin of the Atomic Scientists.

## Investigaciones científicas
Recibió el Premio Nobel de Física por un experimento realizado en 1964, que prueba que ciertas reacciones subatómicas no adhieren a los principios fundamentales de la simetría. Especialmente probaron, analizando el decaimiento de kaones (mesones K), que reacciones hechas en sentido inverso no siguen la misma trayectoria que la reacción original, lo que mostró que las interacciones de las partículas subatómicas no son independientes del tiempo. Así fue descubierto el fenómeno de la violación CP.
En los últimos años de su vida se dedicó al estudio de los rayos cósmicos ultra energéticos, en particular a la búsqueda de las fuentes de los mismos fuera de la Vía Láctea. Realizó sus investigaciones en el Observatorio Pierre Auger, en Malargüe (Argentina).